# Gabriel Deluc
Gabriel Deluc (Saint-Jean-de-Luz, 1883 - Souain-Perthes-lès-Hurlus, 1916) foi um pintor do País Basco francês, ativo entre o fim do século XIX e o início do século XX. Foi influenciado pelos impressionistas e provável amigo de Maurice Ravel. Faleceu em combate durante a Primeira Guerra Mundial.

## Vida e obra
Gabriel Deluc fez as primeiras incursões no campo das artes plásticas com o pai, pintor e dourador responsável pela decoração de diversas igrejas no País Basco. Aos dezessete anos partiu para Paris, a fim de se aprofundar nos estudos. Matriculado na École Nationale Supérieure des Beaux-Arts, tornou-se pupilo de Léon Bonnat.
Não há evidências sólidas da natureza de seu relacionamento com o compositor francês Maurice Ravel, mas é possível especular que ambos se conheceram durante a visita de Ravel a Saint-Jean-de-Luz entre 1911 e 1912. Neste último ano, Gabriel Deluc expôs 53 pinturas em um cassino parisiense e algumas das obras em questão evocam influências do balé Dáfnis e Cloé, cuja premiê ocorrera pouco tempo antes, no Théâtre du Châtelet.
É o caso de O lago, representando figuras pastoris em uma paisagem mediterrânea idealizada, e A dança, com figuras femininas em trajes da antiquidade, dançando ao som de uma flauta (as duas pinturas se encontram atualmente conservadas no Museu Bonnat de Bayonne). Uma outra pintura de Deluc, também de 1912, representa um par de personagens da Antiguidade, possivelmente Dáfnis e Cloé, e pertenceu ao próprio Ravel (atualmente conservada no Museu Ravel, em Montfort-l'Amaury).
Em 1914, após o início da Primeira Guerra Mundial, Deluc se alistou como enfermeiro voluntário para as forças da Tríplice Entente. No ano seguinte, juntou-se às tropas combatentes. Foi promovido a sargento em 1916 e, em seguida, a subtenente. Foi morto em combate às tropas alemãs em 15 de setembro de 1916, na cidade de Souain-Perthes-lès-Hurlus.
Ravel lhe dedicou, postumamente, a furlana da suíte Le tombeau de Couperin. Henri Jeanpierre escreveu sua primeira nota biográfica no boletim da Société des Sciences, Lettres et Arts de Bayonne, em 1974.